# Nonno di Panopoli
Nonno di Panopoli (in greco antico: Νόννος?, Nónnos; Panopoli, ... – ...; fl. V secolo) è stato un poeta greco antico, che visse probabilmente attorno alla prima metà del V secolo.

## Biografia
Nato a Panopoli, in Egitto, è universalmente riconosciuto come l'ultimo poeta della letteratura ellenistica. Sembrerebbe, dall'elogio che fa di Berito (l'odierna Beirut) negli ultimi libri del suo poema maggiore, che avesse studiato in quella città o quantomeno soggiornato a lungo, così come ad Alessandria, visto il riferimento al Faro di Alessandria nel proemio del suo poema, rappresentato come "vicino".
Non è noto se fosse stato pagano di nascita per poi convertirsi in età matura alla religione cristiana, o al contrario se da cristiano abbia scelto di divenire pagano, sebbene tale informazione non si riferisca ad alcun dato certo, ma solo al fatto che abbia scritto un testo di ispirazione cristiana come la Parafrasi del Vangelo di Giovanni e uno pagano come le Dionisiache.

## Opere

### Dionisiache

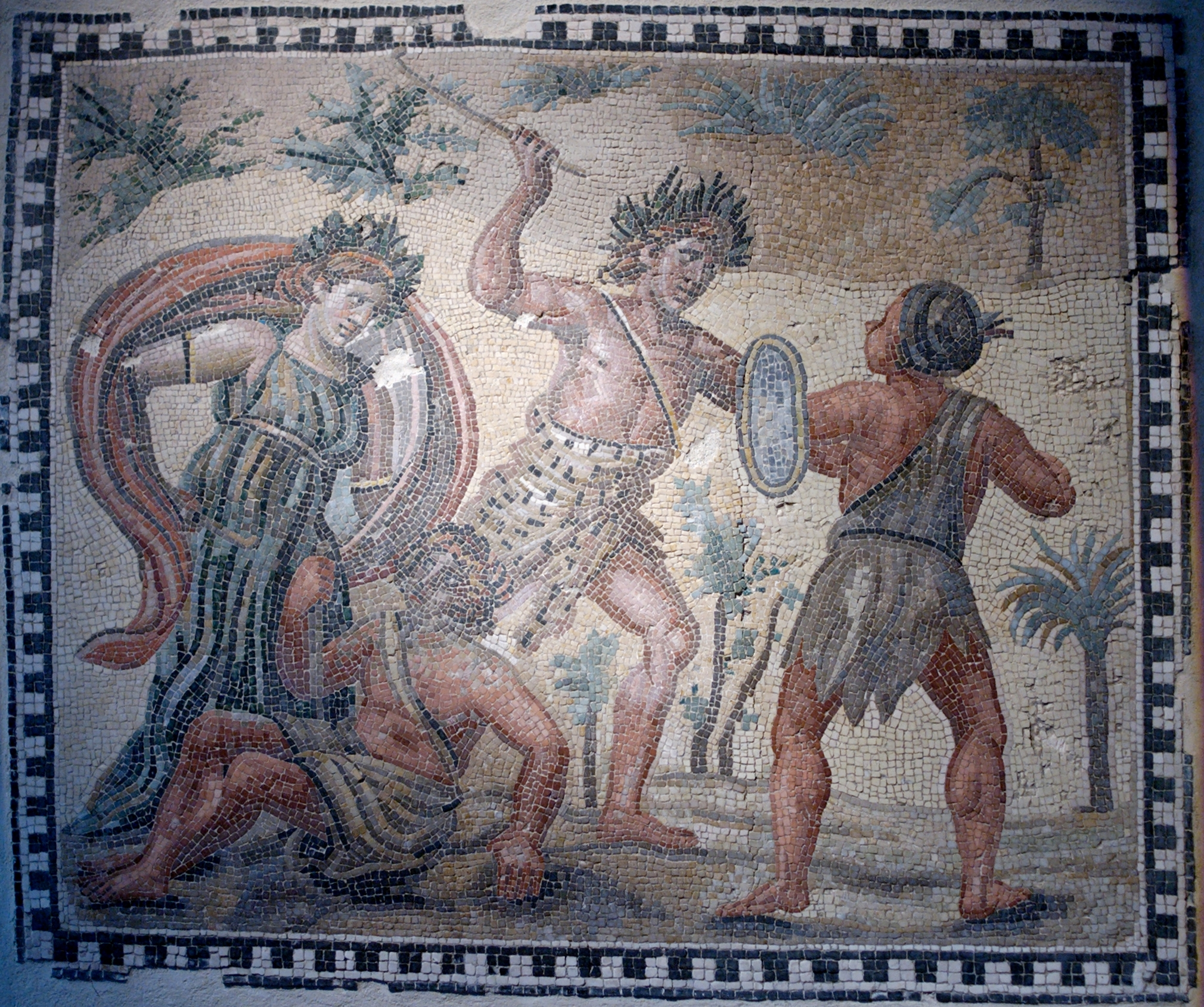
Mosaico pavimentale che ritrae la lotta tra Dioniso e gli indiani. Opera d'arte romana, prima metà del IV secolo, Villa Tuscolana a Tusculum.

Il capolavoro di Nonno è le Dionisiache (in greco antico: Διονυσιακά?, Dionysiaká; in latino Dionysiacorum), poema in versi eroici in 48 libri; uno dei più lunghi poemi epici della letteratura mondiale: è diviso in 48 canti e si estende per circa 25.000 versi. Fu stampato ad Anversa, l'anno 1569, per cura di Gerhard Falkenburg. In seguito questa opera fu tradotta in latino da Eilhard Lubin professore presso l'Università di Rostock, e fu ristampata nel 1610 ad Hanau.
Narra della vittoriosa spedizione del dio Dioniso in India contro il re Deriade; ma questa è preceduta dal lungo racconto della nascita del dio e della sua giovinezza (libri I-XII). Dopo aver compiuto molte eroiche imprese (libri XIII-XL), tra cui la punizione di Penteo, Dioniso ascende all'Olimpo (libri XL-XLVIII). Qui termina il poema, che è una esaltazione della figura di Dioniso e delle sue gesta.
Secondo gli studi più accreditati, il poema si presenta come un insieme di episodi indipendenti, che si susseguono in modo dinamico, continuamente. Inoltre, è perdurato fino alla metà del Novecento un luogo comune, ora accesamente discusso, che accusava il poeta di non possedere la misura e l'armonia tipiche della cultura classica. Un pathos particolare avvolge tutta l'opera e, come la vicenda è ricca di episodi che suscitano molte emozioni, così la lingua richiama numerosi poeti classici: da Omero, ai lirici, ai tragici, ai poeti ellenistici; il metro usato è l'esametro.
In effetti, nei lunghi brani narrativi in cui Nonno tratta soggetti non omerici, come gli amori del dio, lo stile si stacca da Omero (seguito nei brani epici) per riecheggiare soprattutto lirici e tragici, mentre la narrazione presenta una sensualità allusiva assolutamente estranea all'epos classico, come già visibile nel proemio:
(Dionisiache, I, 13-15.)
All'esuberanza stilistica e contenutistica delle Dionisiache si sarebbe ispirato Giovan Battista Marino per la composizione del suo L'Adone, traendone il singolare gusto per le ecfrasi e l'esagerazione.

### Parafrasi del Vangelo di Giovanni
Nonno scrisse un'altra opera in esametri, la Parafrasi del Vangelo di Giovanni in oltre 3.500 versi. Il testo fu pubblicato in greco per la prima volta da Aldo Manuzio, a Venezia, nell'anno 1501, e fu poi tradotto in latino da Cristoforo Hodendorph, Giovanni Bordet, Nicolas Abram ed Erardo Edeneck.
Qui, pur seguendo fedelmente il testo originale, si ritrova l'elemento tipico del suo stile, la rappresentazione dinamica della vicenda in continuo movimento. In uno stile altrettanto barocco rispetto al poema maggiore (rispetto al quale la Parafrasi sarebbe stata scritta in parallelo, come mostra l'uguaglianza di stile), il poeta riscrive con vigore, spesso con iperboli e deviazioni ecfrastiche, la vicenda narrata nel vangelo di Giovanni, il più arduo dei vangeli.